# ردمان (روستا)
 ردمانی  (در عربی:  رَدمانی )
نام روستایی است در دهستان بَنُو العَوّام از توابع استان حَجّه در کشور یمن در شبه جزیره عربستان.

## جمعیت
جمعیت آن (۵۰ ) نفر (۶ خانوار) می‌باشد.